# Урюпіно (Газімуро-Заводський район)
Урю́піно (рос. Урюпино) — село у складі Газімуро-Заводського району Забайкальського краю, Росія. Входить до складу Кактолгинського сільського поселення.

## Населення
Населення — 4 особи (2010; 5 у 2002).
Національний склад (станом на 2002 рік):
- росіяни — 100 %